# Joseph Thaddäus Klinkosch
Joseph Thaddäus Klinkosch (auch Jan Tadeáš Klinkoš; * 24. Oktober 1734 in Prag; † 16. April 1778 ebenda) war ein böhmischer Anatom, Chirurg und Hochschullehrer.

## Leben
Klinkosch absolvierte die Jesuitenschule von Prag. Anschließend nahm er 1750 an der Universität Prag ein Studium der Rechtswissenschaft auf, das er bereits 1751 zu Gunsten eines Studiums der Medizin aufgab. Im Studium spezialisierte er sich auf die Anatomie. Seine Promotion zum Doktor der Medizin erfolgte ebenfalls in Prag mit der Dissertation De sensibilitate et irritabilitate ex experimentis factis deductae. Er ließ sich in Prag als praktischer Arzt nieder. Bereits 1762 wurde er außerdem als außerordentlicher Professor der Medizin an die Prager Universität berufen. 1763 erhielt er dort eine ordentliche Professur für Anatomie in Prag, später wird ihm zudem noch die Professur für Chirurgie übertragen.
Klinkosch machte sich auf verschiedenen Feldern verdient. Zum einen war er der erste Prager Anatom, der regelmäßig Präparierkurse abhielt, zum anderen führte er regelmäßig naturwissenschaftliche, insbesondere physikalische Experimente durch. Eine Frucht seiner Arbeit war, dass er 1773 oder 1775 den ersten Blitzableiter Böhmens auf dem Schloss Měšice installierte. Darüber hinaus machte er sich über Böhmen hinaus auch einen Namen als praktischer Arzt, unter anderem bei der Seuchenbekämpfung, und als Anatom, mit der Untersuchung des Knochenmarks und der Hautzellen. In Anerkennung seiner Verdienste wurde er 1775 zum Mitglied der Akademie der Wissenschaften zu Göttingen ernannt.
Klinkosch stand zu seinen Forschungsfeldern in regem Austausch mit Gerard van Swieten, Albrecht von Haller, Alessandro Volta und Jan Ingenhousz. Er starb im Amt.

## Werke (Auswahl)
- Quaestio medica an foetus in utero materno per os nutriatur, Prag 1764.
- Programma quo anatomicam monsteri bicorporei monocephali descriptionem proponit, Claus, Prag 1767.
- De natura crustae inflammatoriae in sanguine misso adparentis, Prag 1773.
- Dissertationes medicae selectiores Pragenses, 2 Bände, Walther Prag 1775–1793.
- Schreiben, den thierischen Magnetismus, und die sich selbst wieder ersetzende elektrische Kraft betreffend, Gerle, Prag 1776.